# Allan H. Stevenson
Allan Henry Stevenson (Merlin, Ontario, 20 de junio de 1903 - Chicago, 31 de marzo de 1970) fue un bibliógrafo estadounidense especializado en el estudio del papel hecho a mano y las filigranas que "creó por sí solo un nuevo campo: el análisis bibliográfico del papel". A través de sus estudios pioneros de las marcas de agua, Stevenson resolvió "el problema bibliográfico más fascinante, y quizás el más notorio de nuestro tiempo", la datación del Misal Especial o Misal de Constanza, un incunable sin fecha (libro impreso antes de 1501) que muchos creen anterior a la Biblia de Gutenberg (ca. 1455), y posiblemente ser el primer libro europeo impreso. Stevenson demostró que, de hecho, el libro se había impreso, por lo menos, casi veinte años después, en 1473. Mediante un análisis similar de las marcas de agua, también estableció que la mayoría de los incunables xilográficos, pequeños libros religiosos en los que el texto y las imágenes se imprimieron en un solo bloque grabado en madera y que muchos creían que databan de principios del siglo XV, de hecho se habían impreso después de 1460. 

## Visión general
Stevenson nació el 20 de junio de 1903 en Merlin, Ontario, Canadá. Su familia se mudó a Texas, donde asistió a la Universidad Rice en Houston, donde se graduó en 1924 y obtuvo una maestría dos años después. Después de enseñar en Rice, se trasladó a la Universidad de Chicago, donde finalmente obtuvo su doctorado en 1949. Enseñó inglés en ambas escuelas. Stevenson se casó con Rachel Waples. Murió en Chicago el 31 de marzo de 1970.

## Estudios bibliográficos

### Watermarks are twins
El papel hecho a mano se fabricaba utilizando una pantalla metálica sujeta en un marco de madera que se sumerge en una pasta de papel, después de lo cual el marco se agita de una manera particular para fijar las fibras del papel y formar una hoja, que luego se retira para secar. La pantalla normalmente habría adjuntado un diseño hecho de alambre de cobre o latón que dejaría una ligera impresión o marca de agua en la hoja de papel.  
En su artículo de 1952 "Watermarks are Twins" (en español "Las marcas de agua son gemelas"), Stevenson discutió un hecho que pocos bibliógrafos entendían entonces, que el papel hecho a mano en períodos anteriores se fabricaba normalmente con moldes gemelos, cuyas pantallas mostraban una imagen de alambre casi duplicada que producía casi idénticas, pero sin embargo distinguibles, marcas de agua. Dos trabajadores usarían un par de marcos actuando en tándem, uno usando un marco para sumergir en la lechada de papel mientras que el segundo (el "coucher") agitaría el otro marco para fijar las fibras y luego quitaría el papel para que se seque. También observó que, como las pantallas se usaban repetidamente para hacer papel, las figuras de alambre sufrían distorsiones, algunas veces se soltaban trozos de ellas y había que volver a atarlas a la pantalla. Por tanto, una reserva de papel fabricada a mano contendría dos marcas de agua muy similares que definen la reserva con fines bibliográficos, o como dijo Stevenson, "las marcas de agua como los reyezuelos van por parejas". Una marca de agua en particular podría identificarse de manera única por su posición con respecto a las "líneas de cadena" formadas por la pantalla de metal, su estado de frescura o deterioro y las ubicaciones precisas donde se ata o vuelve a atar a la pantalla, que se muestran como puntos en la marca de agua. Más tarde utilizaría estas observaciones básicas para fechar la fabricación del papel utilizado en los primeros libros impresos. 

### El Missale Speciale
A principios de 1954, la Biblioteca Pierpont Morgan (ahora la Biblioteca y Museo Morgan) anunció la adquisición de una copia del Missale Special, o del Misal de Constanza, un raro incunable sin fecha impresión, del mismo tipo utilizado en el Salterio de 1457 impreso por Johann Fust y Peter Schöffer, pero aparentemente en un estado más primitivo e inacabado. La Biblioteca Morgan y muchos bibliógrafos creían que el Missale Speciale era anterior a la Biblia de Gutenberg y que fue el primer libro europeo impreso con tipos móviles, basando la creencia en el trabajo de Otto Hupp de alrededor de 1895. Morgan había comprado el libro al famoso comerciante de libros raros Hans P. Kraus, pagándole 58.000 dólares en efectivo y negociando cuatro libros extremadamente raros, incluidos dos incunables impresos por William Caxton. Al enterarse de la adquisición de Morgan, Stevenson comenzó un análisis de sus marcas de agua, y el trabajo inicial lo llevó rápidamente a concluir que el documento databa de la década de 1470. En 1960, cuando Stevenson se enteró de que dos bibliógrafos alemanes estaban llegando a la misma conclusión, anunció su descubrimiento. En 1962, publicó dos artículos sobre el Missale Speciale y en 1966 publicó su estudio completo sobre el mismo, El problema del Missale Speciale.
En su Problem of the Missale Speciale, Stevenson analizó las cuatro copias conocidas del misal, junto con una quinta versión más corta. Informó que las copias supervivientes del libro contenían varias "tiradas", es decir, varias reuniones consecutivas de papel, con las mismas tres marcas de agua (incluidas sus gemelas), una cruz sobre monturas y dos cabezas de toro diferentes bajo una cruz Tau. Stevenson identificó varios estados de estas marcas de agua en el libro, lo que refleja el envejecimiento de la marca de agua a medida que se aplicaba tensión repetidamente a la pantalla al hacer el papel. Identificó las mismas marcas de agua en otros libros que incluían sus fechas de impresión o eran de otra manera firmemente datables. De hecho, algunos de esos libros contenían tanto la cruz idéntica en las monturas como marcas de agua idénticas en forma de cabeza de toro. Además, rastreó los estados de deterioro de las marcas de agua de la cabeza de toro a través de una serie de libros fechados o datables, determinando así la relación entre un estado particular de la marca de agua con la fecha del libro y, a través de ese análisis, para identificar la fecha de la marca de agua. marca de agua sobre la base de su estado. A través de esta información, Stevenson fechó con precisión la impresión del Missale Speciale en el otoño de 1473. Los bibliógrafos aceptan ahora como "concluyente" esta prueba de que el misal se imprimió en 1473.

### Tiradas y remanentes
En sus trabajos sobre el Missale Speciale, Stevenson abordó la relación entre la presencia de un papel específico con marca de agua y la fecha de impresión, y desarrolló el principio de "tiradas y remanentes". Muchos bibliógrafos habían argumentado que el hecho de que una marca de agua en un libro cuya fecha está en cuestión también aparezca en un libro con una fecha específica no da ninguna indicación (más que una fecha terminal) para la impresión del libro sin fecha porque el impresor del libro datado podría haber usado papel viejo que él u otra persona hubiera tenido durante muchos años. Stevenson observó que, si bien una persona podía conservar un suministro de papel para escribir durante varios años, un impresor, para quien el costo del papel para libros era su mayor inversión de capital, normalmente usaba papel poco después de comprarlo. De hecho, "por regla general, parece que se ha obtenido y preparado un determinado lote de papel para un determinado trabajo". Cuando hay una tirada de papel con una marca de agua específica, en lugar de una hoja aislada o dos, eso debe indicar que el libro se imprimió poco después de que se fabricó y compró el papel.  
Por el contrario, la presencia de una o pocas hojas con una marca de agua en particular (un "remanente") podría reflejar un papel más antiguo usado y no ser indicativo de la fecha de impresión real de un libro. Stevenson confirmó este principio al identificar numerosos ejemplos de las mismas marcas de agua del Missale Speciale en otros incunables fechados o datables, cuyos estados de deterioro se ajustan a la cronología de las fechas conocidas de los libros.

### Libros xilográficos
Los libros xilográficos son libros religiosos cortos sin fecha en los que tanto el texto como las ilustraciones se imprimieron a partir de un solo bloque grabado en madera. En parte debido a su apariencia a veces tosca, se creía ampliamente que los libros en bloque databan de la primera mitad del siglo XV y eran precursores de la impresión por tipo de metal móvil, inventada por Gutenberg a principios de la década de 1450. Sin embargo, las anotaciones escritas de las fechas de compra y rubricación llevaron a algunos estudiosos a creer que los libros se habían impreso más tarde. A mediados de la década de 1960, Stevenson comenzó un extenso estudio de libros en bloque. Stevenson, sin embargo, sufrió una enfermedad en sus últimos años y nunca completó ese proyecto. En 1967, publicó una introducción a su estudio, y años después de su muerte, se publicó un borrador de su trabajo como "The problem of the Blockbooks", basado en un texto mecanografiado inacabado de 1965-66. Al comparar las marcas de agua en el papel utilizadas en los libros de bloques con las marcas de agua en los documentos fechados, concluyó que el "apogeo" de los libros de bloques era la década de 1460, pero que al menos una databa de aproximadamente 1451. También determinó que los libros en bloque se reimprimían con frecuencia, y que las diferentes reimpresiones o "impresiones" pueden distinguirse y fecharse por los diferentes papeles utilizados para imprimirlos.

## Apreciación
Durante su vida, Stevenson logró poco reconocimiento académico formal, tardó veinte años en obtener su doctorado y nunca obtuvo la titularidad como profesor. Su carrera docente terminó en 1952 y, a partir de entonces, fue "no afiliado". Sin embargo, es visto como una figura importante en la historia de la bibliografía por su trabajo pionero sobre las marcas de agua y sus usos, y su Problema del Missale Speciale ha sido llamado una "obra maestra bibliográfica".
El estilo de escritura de Stevenson ha sido muy elogiado por su "puro placer y vitalidad" y se le ha llamado "un señor del lenguaje". Stevenson también es conocido por su sentido del humor. En un estudio altamente técnico de la impresión temprana, por ejemplo, le da a las marcas de agua de la cabeza del toro gemelo nombres como "Wideface" y "Squareface", usando la "jerga de Dick Tracy ", y luego las traza juguetonamente a través de varios incunables a medida que se deterioran y "envejecen": 

"Wideface y su hermano miran suavemente hacia adelante desde la ventana de 16 mm. Entre [las columnas de tipos] ... finalmente me encuentro con estos amables bueyes en un libro fechado... [En un estado tardío del suministro] estos viejos, llenos de fiebre y malestar, han sido presionados para el servicio mucho después de que deberían haber dejado sus cargas..."
Paul Needham, citando The Problem of the Missale Speciale.

Los documentos de trabajo y notas de Stevenson se guardan en la Biblioteca Firestone de la Universidad de Princeton y en la Biblioteca Fondren de la Universidad Rice, que también contiene la colección de libros de Stevenson sobre la historia del papel y las marcas de agua, donada por su esposa en 1986.

## Obras y publicaciones
- "Shirley's Years in Ireland", The Review of English Studies, Oxford University Press, Vol. 77 (1944), pp. 19–28.
- "New Uses of Watermarks as Bibliographical Evidence," (enlace roto disponible en Internet Archive; véase el historial, la primera versión y la última). Studies in Bibliography, The Bibliographical Society of the University of Virginia, vol. 1 (1948–49), pp. 149–182.
- A Critical Study of Heawood's Watermarks, PBSA vol. 45 (1951), pp. 23–36.
- "Watermarks are Twins" (enlace roto disponible en Internet Archive; véase el historial, la primera versión y la última)., Studies in Bibliography, The Bibliographical Society of the University of Virginia, vol. 4 (1951-52), pp. 57-91.
- "Shakespearian Dated Watermarks," (enlace roto disponible en Internet Archive; véase el historial, la primera versión y la última). Studies in Bibliography, The Bibliographical Society of the University of Virginia, vol. 4 (1951–52), pp. 159–164.
- "Chain-Indentations in Paper as Evidence," (enlace roto disponible en Internet Archive; véase el historial, la primera versión y la última). Studies in Bibliography, The Bibliographical Society of the University of Virginia, vol. 6 (1953–54), pp. 181–195.
- “Briquet and the future of paper studies,” Introduction to Briquet's Opuscula, Hilversum (1955), pp. xv-l.
- "The Case of the Decapitated Cast or The Night-walker at Smock Alley", Shakespeare Quarterly, Folger Shakespeare Library & George Washington University, Vol. 6, No. 3 (Summer, 1955), pp. 275–296.
- Observations on Paper as Evidence, University of Kansas, Lawrence, Kansas (1961).
- "A Bibliographical Method for the Description of Botanical Books," in Catalogue of Botanical Books in the Collection of Rachel McMasters Miller Hunt, compiled by Allan Stevenson, Pittsburgh (1961), part 1, pp. cxli-ccxl.
- "Paper Evidence and the Missale Speciale, Gutenberg-Jahrbuch (1962), pp. 95-105.
- "Paper as Bibliographical Evidence," The Library, 5th ser. 17, pp. 197–212 (1962).
- "The Quincentennial of Netherlandish Blockbooks", London: British Museum Quarterly, vol. 31, nos. 3-4 (Spring 1967), pp. 83-87.
- The Problem of the Missale Speciale, London: The Bibliographical Society (1967).
- "Tudor Roses from John Tate," (enlace roto disponible en Internet Archive; véase el historial, la primera versión y la última). Studies in Bibliography, The Bibliographical Society of the University of Virginia, vol. 20 (1967), pp. 15–34.
- "Beta-radiography and Paper Research," in International Congress of Paper Historians - Communications, vol. 7, pp. 159–68 (1967).
- Introduction to C. M. Briquet, Les Filigranes: Dictionnaire Historique des Marques du Papier Dés Leur Apparition vers 1282 jusqu'en 1600, Amsterdam: Paper Publications Society (1968).
- "The First Printed Book at Louvain", in D.E. Rhodes (ed.), Essays in Honour of Victor Scholderer, Mainz (1970), pp. 229–262.
- "The Problem of the Blockbooks," in Sabine Mertens et al., Blockbücher des Mittelalters, Mainz (1991), pp. 229-262, based on a typewritten text from 1965-1966.